# Peter Potamus
Peter Potamus, noto anche come Pippopotamo e So-So, è una serie televisiva animata statunitense del 1964, prodotta da Hanna-Barbera.
La serie è andata in onda come segmento di The Peter Potamus Show, dove era affiancata da Vladimiro e Placido e Tippete, Tappete, Toppete.
La serie è stata trasmessa per la prima volta negli Stati Uniti in syndication dal 16 settembre 1964 al 23 ottobre 1965, per un totale di 27 episodi ripartiti su una stagione. In Italia la serie è stata trasmessa su Rai 1 dal 31 luglio 1966. Successivamente è stata trasmessa (come replica) su Italia Uno e Boing.

## Produzione e distribuzione
Il 1º novembre 2016, la Warner Archive ha pubblicato The Peter Potamus Show - The Complete Series su DVD come parte della loro Hanna-Barbera Classics Collection. Questa è una versione Manufacture-on-Demand (MOD), disponibile esclusivamente tramite il negozio online di Warner e Amazon.com.

## Trama
(Intro in tutti gli episodi)
 Peter è un simpatico e grosso ippopotamo viola vestito con una sahariana e un cappello. Gli episodi generalmente consistono in Peter e So-So che esplorano il mondo con una mongolfiera, la quale è in grado di viaggiare nel tempo girando un quadrante. Di fronte a una situazione precaria, Peter usa il suo uragano Hippo grido per spazzare via i suoi avversari.

## Personaggi
- Peter Potamus: voce originale di Daws Butler.
- So-So: voce originale di Don Messick, italiana di Willy Moser.

## Episodi
| Nº | Titolo originale             | Titolo italiano                      | Prima TV originale | Prima TV Italia |
| -- | ---------------------------- | ------------------------------------ | ------------------ | --------------- |
| 1  | Fee Fi Fo Fun                | Peter, So-So, e il gigante           | 16 settembre 1964  | 31 luglio 1966  |
| 2  | Lion Around                  | Peter Potamus al Colosseo            | 23 settembre 1964  |                 |
| 3  | Cleo Trio                    | Peter Potamus in Egitto              | 7 ottobre 1964     |                 |
| 4  | No Rest for a Pest           | Peter Potamus e il drago             | 7 ottobre 1964     |                 |
| 5  | Wagon Train Strain           | Peter Potamus nel far west           | 14 ottobre 1964    |                 |
| 6  | Monotony on the Bounty       | L'ammutinamento                      | 21 ottobre 1964    |                 |
| 7  | The Good Hood                | Peter Potamus e Robin Hood           | 28 ottobre 1964    |                 |
| 8  | Stars on Mars                | Il pianeta sconosciuto               | 4 novembre 1964    |                 |
| 9  | Kooky Spook                  | Peter Potamus e il fantasma          | 11 novembre 1964   |                 |
| 10 | The Island Fling             | Il Dio Omega                         | 18 novembre 1964   |                 |
| 11 | Courtin Trouble              | Peter Potamus nei guai               | 25 novembre 1964   |                 |
| 12 | Big Red Riding Hood          | Il nuovo Cappuccetto Rosso           | 2 dicembre 1964    |                 |
| 13 | Hurricane Hippo              | Il pirata                            | 9 dicembre 1964    |                 |
| 14 | What a Knight                | Peter Potamus cavaliere del re       | 16 dicembre 1964   |                 |
| 15 | Mask Task                    | Peter Potamus il vendicatore         | 11 settembre 1965  |                 |
| 16 | Pre-Hysterical Pete          | Peter Potamus nella preistoria       | 18 settembre 1965  |                 |
| 17 | Trite Flite                  | Peter Potamus contro il Barone Rosso | 25 settembre 1965  |                 |
| 18 | Marriage Peter Potamus Style | Peter Potamus e Giulietta e Romeo    | 2 ottobre 1965     |                 |
| 19 | Calaboose Caboose            | Peter Potamus e Jesse Jimmy          | 9 ottobre 1965     |                 |
| 20 | Eager Ogre                   | Peter Potamus e il re Artù           | 16 ottobre 1965    |                 |
| 21 | The Reform of Plankenstein   | Peter Potamus e lo scienziato pazzo  | 23 ottobre 1965    |                 |
| 22 | Debt and Taxes               |                                      | 2 gennaio 1966     |                 |
| 23 | Wrong Time No See            | Fuga disperata                       | 9 gennaio 1966     |                 |
| 24 | America or Bust              |                                      | 16 gennaio 1966    |                 |
| 25 | Rebel Rumble                 |                                      | 23 gennaio 1966    |                 |
| 26 | Pilgrims Regress             |                                      | 30 gennaio 1966    |                 |
| 27 | The Crossbow Incident        | Peter Potamus e Guglielmo Tell       | 6 febbraio 1966    |                 |